# Tordylium austriacum
Tordylium austriacum är en flockblommig växtart som beskrevs av Hort. och Schult.. Tordylium austriacum ingår i släktet Tordylium och familjen flockblommiga växter. Inga underarter finns listade i Catalogue of Life.